# Cassià (escriptor)
Cassià（Kassianós, Κασσιανός, Cassianus) fou un escriptor cristià que segons Climent d'Alexandria va escriure una obra de cronologia (Χρονογραφία). Podria ser la mateixa persona que Juli Cassià que va escriure "De Continentia" i un Cassià que va escriure ἐξηγητικά.